# قف بجانبي
قف بجانبي (بالإنجليزية:Stand by Me) هو فيلم دراما أمريكي إنتاج عام 1986. من إخراج بروس ايفانز وإستوحى كتابتها من رواية (الجثة) للكاتب ستيفن كينج مع تعديلات على الأحداث، والفيلم من بطولة ويل ويتون، ريفر فوينكس كوري فيلدمان،جيري أوكونيل، وكيفر سثرلاند واختار بروس ايفانز «قف بجانبي» عنوانا للفيلم على نفس اسم أغنية غناها بن اي كينج وتم إستعمالها كأغنية أساسية في الفيلم.

## القصة
في صيف 1959 في مدينة (كاستل روك) في ولاية (أوريجون) يتقابل أربعة فتيان في مقتبل عمرهم، وتنمو بينهم صداقة سريعة للغاية ، يعلمون بفقدان صبي من البلدة في مثل عمرهم ، فيحددون موقعه، ويذهبون للبحث عنه في الغابات بدافع الفضول والحصول على الشهرة، ومن خلال تلك الرحلة تنمو صداقتهم أكثر فأكثر، ويتعلمون أشياء كثيرة عن أنفسهم، وعن الصداقة، والحب، وتنمو الروابط الإنسانية بينهم.

## روابط خارجية
- قف بجانبي على موقع IMDb (الإنجليزية)
- قف بجانبي على موقع ميتاكريتيك (الإنجليزية)
- قف بجانبي على موقع الموسوعة البريطانية (الإنجليزية)
- قف بجانبي على موقع روتن توميتوز (الإنجليزية)
- قف بجانبي على موقع نتفليكس (الإنجليزية)
- قف بجانبي على موقع قاعدة بيانات الأفلام العربية
- قف بجانبي على موقع ألو سيني (الفرنسية)
- قف بجانبي على موقع Turner Classic Movies (الإنجليزية)
- قف بجانبي على موقع أول موفي (الإنجليزية)
- قف بجانبي على موقع بوكس أوفيس موجو (الإنجليزية)